# لی کی تک (بازیگر)
لی کی تک (کره‌ای: 이기택؛ زادهٔ ۲۶ اکتبر ۱۹۹۴) بازیگر و مدل اهل کره جنوبی است. او به خاطر ایفای نقش در قاضی شیطان, یک هفته خوب ۲ و مون‌شاین شناخته می‌شود.